# Гурин, Дмитрий Александрович
Дмитрий Александрович Гурин (укр. Дмитро Олександрович Гурін; род. 24 марта 1982 года, г. Хмельницкий) — украинский предприниматель, консультант по общественным коммуникациям и проектов развития территорий. Народный депутат Украины IX созыва.

## Биография
Окончил Приазовский государственный технический университет.
12 лет работал в собственном агентстве на рынке цифровых коммуникаций и рекламы. Урбанист.
Волонтер КиивАрхитектуры, член экспертного совета международного открытого архитектурного конкурса Terra Dignitas на мемориал героев Небесной Сотни.
Кандидат в народные депутаты от партии «Слуга народа» на парламентских выборах 2019 года (избирательный округ № 218, часть Оболонского, часть Святошинского районов г. Киева). На время выборов: физическое лицо-предприниматель, проживает в г. Киеве. Беспартийный.
Член Комитета Верховной Рады по вопросам организации государственной власти, местного самоуправления, регионального развития и градостроительства, председатель подкомитета по вопросам местного самоуправления и органов самоорганизации населения.
В марте 2021 года народный депутат Дмитрий Гурин на своей странице в Facebook предложил уволить 80 % врачей из-за их отказа пройти вакцинации Covishield. Таким образом Гурин отреагировал на митинг на Михайловской площади в Киеве, который проходил под лозунгом «Вакцинация — геноцид народа».
В августе 2024 года стал одним из инициаторов законопроекта про однополые гражданские партнёрства в Украине, рекомендовал принять таковой в первом чтении.